# Teleutias surinamus
Teleutias surinamus är en insektsart som beskrevs av Max Beier 1960. Teleutias surinamus ingår i släktet Teleutias och familjen vårtbitare. Inga underarter finns listade i Catalogue of Life.